# Costa d'Or Portuguesa
La Costa d'Or Portuguesa fou una colònia de Portugal al golf de Guinea a l'Àfrica occidental en el que avui dia es Ghana.

## Història
Des del seu descobriment per part d'Álvaro de Esteves el 1471, el litoral de Ghana fou regularment visitat pels portuguesos en les seves rutes de comerç de les espècies que utilitzaven per arribar a vorejar tot el continent africà. L'anomenaren Costa d'Or i hi establiren factories on aconseguien esclaus i or, com per exemple el castell d'Elmina, per la construcció del qual el rei Joan II de Portugal va comissionar el 1481 a Diogo d'Azambuja, i la fortalesa fou completada en tres anys sent el primer assentament europeu a la zona. Van seguir altres forts i factories i els portuguesos van tenir de fet un monopoli comercial tot el segle xvi. A partir de 1598 els holandesos, aprofitant que Portugal havia caigut en mans de Castella i tenia molt menys poder, es van establir a la regió (Nederlandse Bezittingen ter Kuste van Guinea) construint els fort de Komeda i Kormantsi. El 1617 els holandeses es van apoderar del castell portuguès de Olnini i el 1632 del fort de Santo Antonio a Axim; el 29 d'agost de 1637 els holandesos van ocupar São Jorge da Mina. El 9 de gener de 1642 tota la colònia fou cedida als holandesos que la van convertir en part de la seva Costa d'Or Neerlandesa.

## Fortaleses
Els portuguesos van establir els següents establiments a la Costa d'Or a partir del 21 de gener de 1482:
- Fort São Jorge da Mina de Ouro, modern Elmina: 21 de gener de 1482 – 28/29 de setembre de 1637 (fou la capital)
- Fort Santo António de Axim, modern Axim: 1486 – 1642
- Fort São Francisco Xavier, modern Osu, districte d'Accra: 1640–1642
- Fort São Sebastião, moderna Shama (o Chama): 1526–1637.

## Capitans Majors
- 1482 - 1485 - Diogo de Azambuja
- 1485 - 1486 - Álvaro Vaz Pestano
- 148? - Álvaro Mascarenhas
- c. 1487 - João Fogaça
- 1495 - 1499 - Lopo Soares de Albergaria
- 1499? - 1503? - Fernão Lopes Correia
- 1503? - 1506? - Diogo Lopes de Sequeira
- 1506? - 1509? - António de Bobadilha
- 1509? - 1512? - Manuel de Góis
- 1513 - Afonso Caldeira
- c. 1513 - António Fróis
- 1514 - 1516? - Nuno Vaz de Castelo Branco
- 1516? - 1519 - Fernão Lopes Correia
- 1519 - 1522 - Duarte Pacheco Pereira
- 1522 - 1524 - Afonso de Albuquerque
- 1524 - 1526 - João de Barros
- 1526 - 1529 - João Vaz de Almada
- 1529 - 1532 - Estêvão da Gama
- 1536 - 1537 - Manuel de Albuquerque
- 1537 - 1540? - ....
- 1540 - 1543 - António de Miranda de Azevedo
- 1541 - 1545? - Lopo de Sousa Coutinho
- 1545 - Diogo Soares de Albergaria
- 1545 - 1548 - António de Brito
- 1549? - 1550? - Martim de Castro
- 1550? - 1552? - Diogo Soares de Albergaria (segona vegada)
- 1552? - Filipe Lobo
- 1552? - 1556? - Rui de Melo
- 1556 - 155? - Afonso Gonçalves de Botafogo
- 155? - 1559 - António de Melo
- 1559 - Manuel da Fonseca
- 1559 - 1562 - Rui Gomes de Azevedo
- 1562 - 15.. - Manuel de Mesquita Perestrelo
- c.1562 - João Vaz de Almada Falcão
- 156? - Francisco de Barros de Paiva
- 1564 - 15.. - Fernando Cardoso
- 15.. - 1570 - ....
- 1570 - 1573 - António de Sá
- c.1573 - Martim Afonso
- c.1574 - c.15.. - Mendio da Mota
- 15.. - c. 1579 - ....
- 1579 - c. 1583 - Vasco Fernandes Pimentel
- 1583 - 1586 - João Rodrigues Pessanha
- 1586 - 15.. - Bernardinho Ribeiro Pacheco
- 15.. - 1586 - ...
- 1586 - 1594 - João Róis Coutinho
- c.1595 - c. 1596 - Duarte Lôbo da Gama
- 1596 - 1608 - Cristóvão de Melo
- 1608 - 1610 - Duarte de Lima
- 1610 - 1613 - João de Castro
- 1613 - 1616 - Pedro da Silva
- 1616/17 - 1624 - Manuel da Cunha de Teive
- 1624 - c.1625 - Francisco de Souto-Maior
- 162? - 162? - Luís Tomé de Castro
- 162? - 1629 - João da Serra de Morais
- 1629 - c. 1632 - ....
- 1632 - 1634 - Pedro de Mascarenhas
- 1634 - 1634 - Duarte Borges (interí)
- 1634 - 1642 - André da Rocha Magalhães (interí)
- 1642 - 1642 - Francisco de Sotte